# Siri Helle
Siri Carolina Elisabeth Helle, född 13 juni 1991 i Stockholm, är en svensk psykolog och författare.
Helle har psykologexamen från Stockholms universitet. Under  studietiden fick hon utmärkelsen Lilla Psykologpriset, bland annat för sitt arbete med att popularisera psykologisk forskning.
Helle debuterade år 2017 som medförfattare till boken Ensam eller stark, en populärvetenskaplig handbok för teamutveckling. År 2019 utgav hon den populärvetenskapliga boken Smartare än din telefon, som handlar om hur man får en sund relation till sin mobil. Hon har även skrivit romanen Bränn alla broar.
Helle har medverkat som psykologisk expert i bland annat SVT, Sveriges Radio och Svenska Dagbladet och har skrivit om psykologi för Dagens Nyheter och Modern Psykologi.
I december 2017 höll hon ett TEDx talk om nobelpristagaren Elinor Ostroms åtta principer för välfungerande samarbete kallat How to Cure Selfishness.